# Kountze (Texas)
Kountze település az Amerikai Egyesült Államok Texas államában, Hardin megyében, melynek megyeszékhelye is. Lakosainak száma 1981 fő (2020. április 1.).

## Népesség
A település népességének változása:

| 2010 | 2 123 |
| 2020 | 1 981 |